# Franco Imoda
Franco Imoda, S.J. (Turim, 14 de fevereiro de 1937) é um padre jesuíta italiano da Igreja Católica, reitor emérito da Pontifícia Universidade Gregoriana.

## Biografia
Nascido em Turim,
Estudou filosofia na França e teologia na Itália, obtendo as correspondentes Licenciaturas (Filosofia e Teologia). Após um ano de estudos psicológicos na Fordham University em Nova Iorque, fez seu doutorado (Ph.D.) em Psicologia Clínica na Universidade de Chicago. Desde 1971 é professor do Instituto de Psicologia da Pontifícia Universidade Gregoriana ensinando principalmente Desenvolvimento humano, psicoterapia, psicopatologia e discernimento. De 1980 a 1986 e de 1993 a 1998 foi Diretor do Instituto de Psicologia da Pontifícia Universidade Gregoriana. É membro da Associação Italiana de Psicólogos Profissionais, desde o seu início, em 1991 e reconhecido como psicoterapeuta.
Em 1994 foi nomeado Vice-Reitor da Universidade Gregoriana e de fevereiro de 1998 a 2004 foi Magnifico Reitor da Universidade. Em setembro de 2003 foi nomeado Membro da Comissão da Congregação para a Educação Católica para o Processo de Bolonha.
Em setembro de 2004 foi nomeado Presidente da Fondazione La Gregoriana, que lhe foi pedido para criar para desenvolver e sustentar as Instituições Internacionais da Companhia de Jesus em Roma: Pontifícia Universidade Gregoriana, Pontifício Instituto Bíblico, Pontifício Instituto Oriental. Em fevereiro de 2005 foi nomeado Consultor da Congregação para a Educação Católica e da Fundação Gravissimum educationis.
De setembro de 2007 a 2018 foi Presidente da Agência da Santa Sé para a Avaliação e Promoção da Qualidade das Universidades e Faculdades Eclesiásticas - AVEPRO. Desde 2017 é Presidente do Conselho Diretivo do “Istituto Massimiliano Massimo” em Roma.